# Chausson AP
Les Chausson AP, Chausson SAVIEM SC3 et SC4 sont une gamme d'autobus, autocars et trolleybus construite par la Société des usines Chausson puis par cette même société et SAVIEM entre 1942 et 1964.

## Histoire

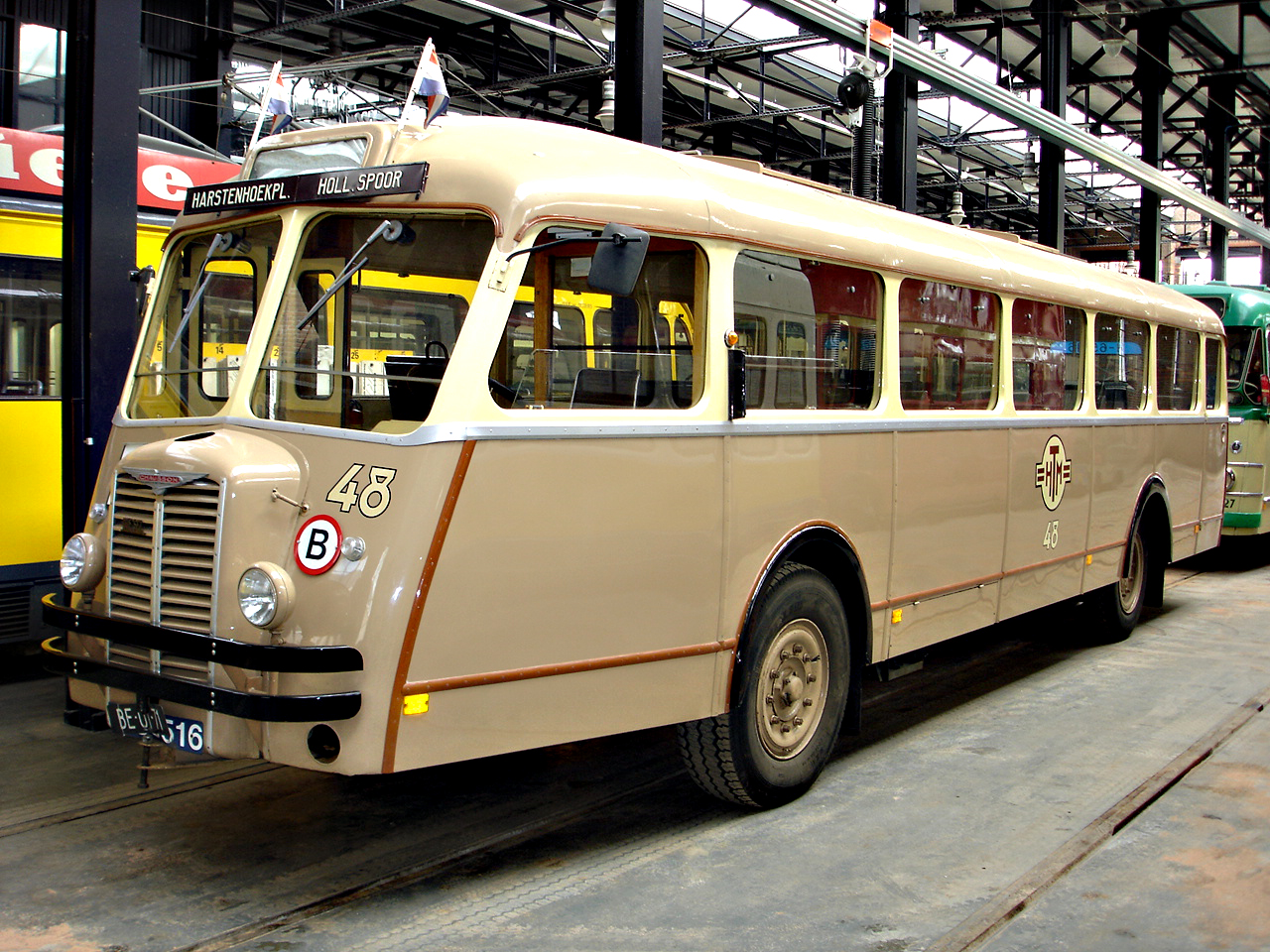
Autocar Chausson "nez de cochon" préservé à La Haye.

### L'entreprise Chausson
La spécialité d'origine de l'entreprise Chausson était la fabrication de radiateurs pour automobiles. Entre les deux guerres mondiales, elle de diversifie et développe un secteur emboutissage pour la construction automobile. Elle achète d'ailleurs en 1935 les établissements Chenard & Walker. Au début de l’occupation allemande, Pierre Chausson lance l'étude d'une petite voiture, d'un fourgon, d'un petit avion (son usine travaillant pour Heinkel) et même d'un autocar de dix mètres, soit la longueur maximale autorisée en France, avec une tolérance de 20 cm pour les pare-chocs avant et arrière. Le véhicule comporte des roues simples aux essieux avant et arrière. Le châssis n'est pas constitué de tubes fermés comme chez les autres constructeurs mais de tôles pliées avec des renforts soudés et d'éléments emboutis. Le moteur est placé en porte-à-faux à l'avant, sous le poste de conduite. Le premier prototype, baptisé AP1, est présenté en 1942. Quelques dizaines d’exemplaires avec une porte centrale sont livrés. Ce n'est qu'à partir de la fin 1945 que la version AP2, équipée de moteurs essence ou diesel, est livrée en plus grande quantité, en version autocar et autobus urbain. Avec l'évolution AP52 de ce modèle en 1952, Chausson inaugura le fameux « nez de cochon » avec une nouvelle face avant plus arrondie,
pour loger un nouveau moteur plus long, offrant aux clients le choix entre plusieurs moteurs dont un Somua de 140 ch. Chausson lance en même temps, un nouveau modèle l’AN, avec moteur horizontal placé entre les essieux, qui deviendra très vite le cauchemar de Chausson et le conduira à sa perte.

### La fusion avec Saviem et fin des autocars Chausson
À la fin des années 1950, la Société des usines Chausson connait de très grosses difficultés financières à cause de l’échec commercial du nouvel autocar l’AN. Le constructeur n'a même plus les ressources nécessaires pour lancer une 
nouvelle étude. Chausson n'a pas d'autre choix que de trouver un repreneur. La division autocars et autobus de Chausson est cédée à Renault le 1er juillet 1959 qui l'intègre dans Saviem. Maigre consolation, c'est l'équipe technique de Chausson qui prendra la direction du bureau d'études de Saviem.
Les derniers autobus sont produits au cours de l'année 1964 et les derniers exemplaires livrés au début de l'année 1965, il disparait au profit du nouveau modèle SAVIEM SC 10.

### L'AP1
C'est le premier modèle d'autocar du constructeur. Il a été présenté le 30 juillet 1942 sous la référence KOM dit AP1. Équipé d'un moteur Panhard à essence de 80 ch mais aussi à gazogène. Ce modèle ne sera produit qu'à seulement 15 exemplaires. Sa structure, d'une longueur totale hors tout de 10,0 mètres, est composée de caisses poutres sur laquelle étaient simplement fixés des panneaux de tôle qui n'étaient que de l'habillage.
Il faudra attendre la fin du conflit, en 1945, pour voir apparaître son remplaçant, le modèle APE, équipé d'un moteur essence, mais toujours commercialisé sous le nom AP1. La production sera de 166 exemplaires durant les années 1945 et 1946.

### L'AP2

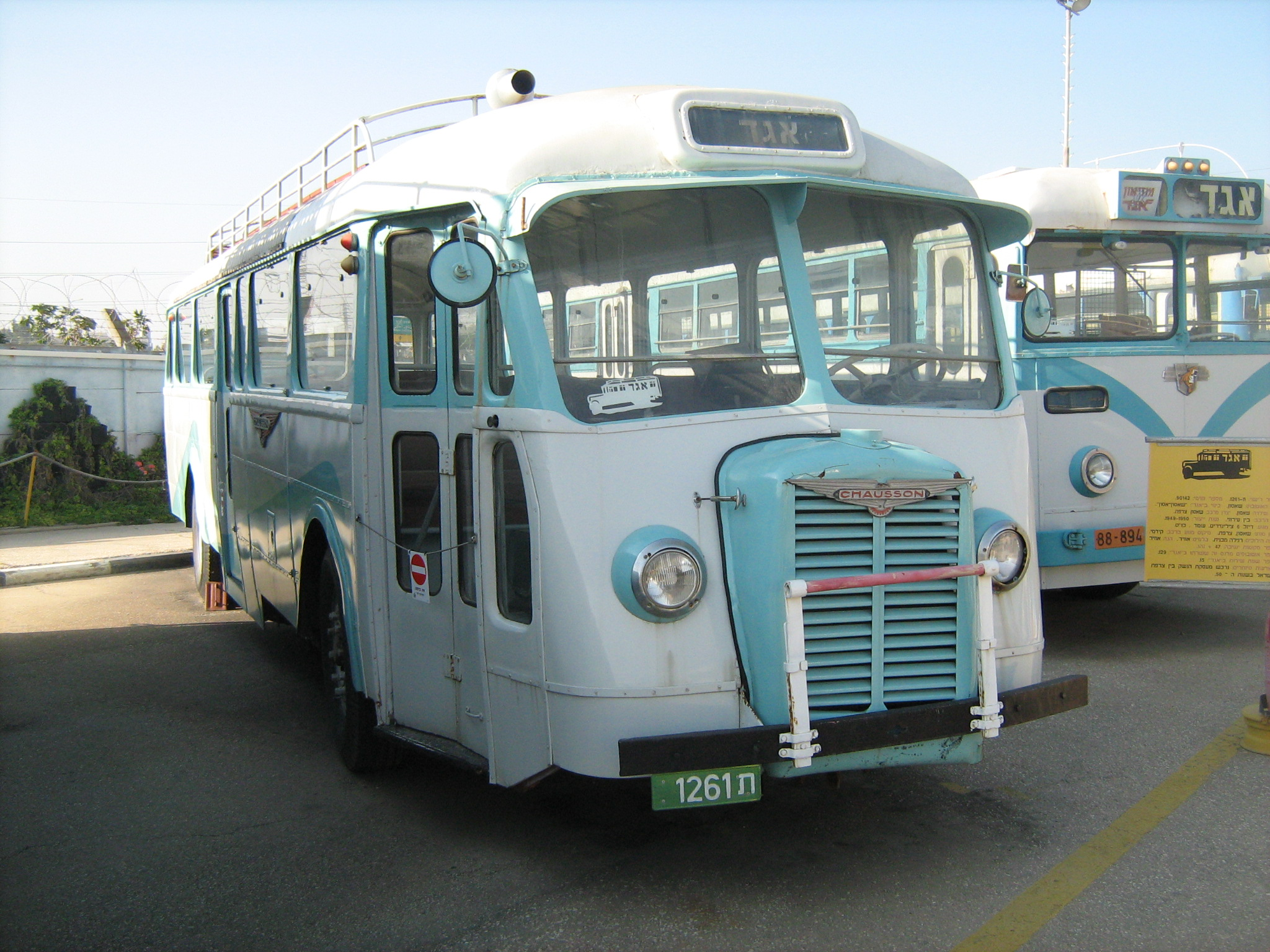
Autocar Chausson AP2 "Nez de cochon"

Réceptif aux remarques des utilisateurs sur la faiblesse de la puissance, après plusieurs essais, un moteur Hotchkiss essence six cylindres développant 105 ch est installé dans une nouvelle version du véhicule, tout comme le moteur diesel Panhard 4HL de 85 ch (HL = huile lourde comme on appelait le gasoil à l'époque).
En raison de la longueur plus importante du moteur Hotchkiss par rapport au Panhard, un curieux appendice est créé à l'avant du véhicule très vite surnommé « nez de cochon ». La seule différence esthétique par rapport à l'AP1 est la position de la porte d'accès avant, à commande pneumatique, décalée vers le porte-à-faux avant.
Au total, ce sont 63 exemplaires toutes versions confondues (APE, AH et APH) qui ont été produites en 1946 sous l'appellation AP2. La longueur de la version « nez de cochon » passe à 10,47 mètres. L'autocar dispose de 45 places assises plus 10 strapontins.
Le moteur est vertical, placé à l'avant avec un énorme renflement à l'intérieur du véhicule rendant l'accès à bord assez difficile et garantissant un niveau sonore et un apport de chaleur très élevés. Une particularité à signaler, bien que le poste de conduite soit placé à gauche, le levier de vitesses était à la gauche du conducteur.

### L'AP3

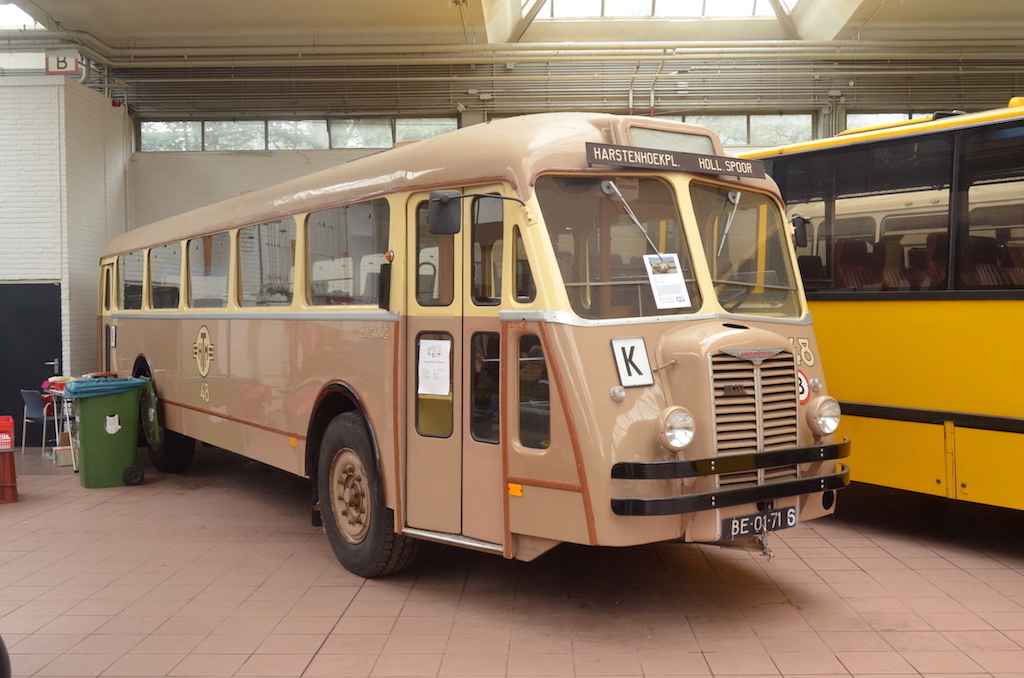
Autocar Chausson AP3 "Nez de cochon"

Dès le mois de mars 1946, le modèle AP2 évolue grâce à des améliorations techniques concernant la motorisation. Avec ce nouveau modèle, le client peut choisir entre deux moteurs, un moteur essence américain six cylindres Buda de 80 ch et un moteur Panhard 4HL de 80 ch ou 100 ch. La boîte de vitesses Panhard est remplacée par une boîte Renondin plus fiable et moins fragile, tout comme l'essieu avant maintenant fabriqué par Chausson.
Le modèle AP3 sera fabriqué jusqu'en 1949, remplacé par l'AP48. En mars 1947, il change ses appellations commerciales en devenant AH47, APH et ABH47 toujours en fonction de sa motorisation. Chausson fêtera le 14 février 1947 son 1000e véhicule produit.
Esthétiquement, l'appendice « nez-de-cochon » est maintenant standardisé quelle que soit la motorisation.

### L'AP48
En octobre 1948, Chausson remplace le modèle AP3 par l'AP48. Les appellations deviennent AH, APH et ASH selon la motorisation. La version ABH est supprimée, la motorisation Buda étant restée très peu requise. Par contre, apparaît la version ASH équipée d'un nouveau moteur Somua D615H, six cylindres de 150 ch.
Avec cette version, Chausson propose une finition luxe qui bénéficie d'un carénage à l'avant et d'un ralentisseur Telma. La structure est renforcée dans le soubassement et trois vitres arrière sont maintenant livrées de série.
À partir de cette version, Chausson livre des châssis motorisés à quelques carrossiers spécialisés extérieurs.

### L'AP52
C'est à l'occasion du Salon de l'automobile de Paris, en octobre 1951, que Chausson dévoile son modèle AP52 avec une toute nouvelle face avant, digne d'un véhicule dans l'air du temps. L'esthétique des modèles « nez de cochon » était pour le moins peu appréciée par le plus grand nombre.
Lors de sa présentation officielle, le modèle va connaître un beau succès. Sa production ne débutera qu'en mars 1952. Outre son esthétique plus moderne, il bénéficiait d'une nouvelle motorisation :
- AH avec moteur Hotchkiss,
- APH avec moteur Panhard 4HL diesel, quatre cylindres,
- ASH avec moteur Somua D615H, six cylindres
- AHH avec un nouveau moteur Hispano-Suiza DWXLD six cylindres de 92 kw (125 ch).

L'esthétique n'avait pas été oubliée. Le pare-brise, plus haut et large, était toujours en deux parties mais le montant était maintenant beaucoup plus fin, la calandre au dessin moderne était plate et intégrait les phares.

### L'AP521
En fin d'année 1953, Chausson modifie l'appellation de l'AP52 en AP521, toujours en versions AH, APH, ASH et AHH selon la motorisation choisie.

### Le dérivé urbain APU

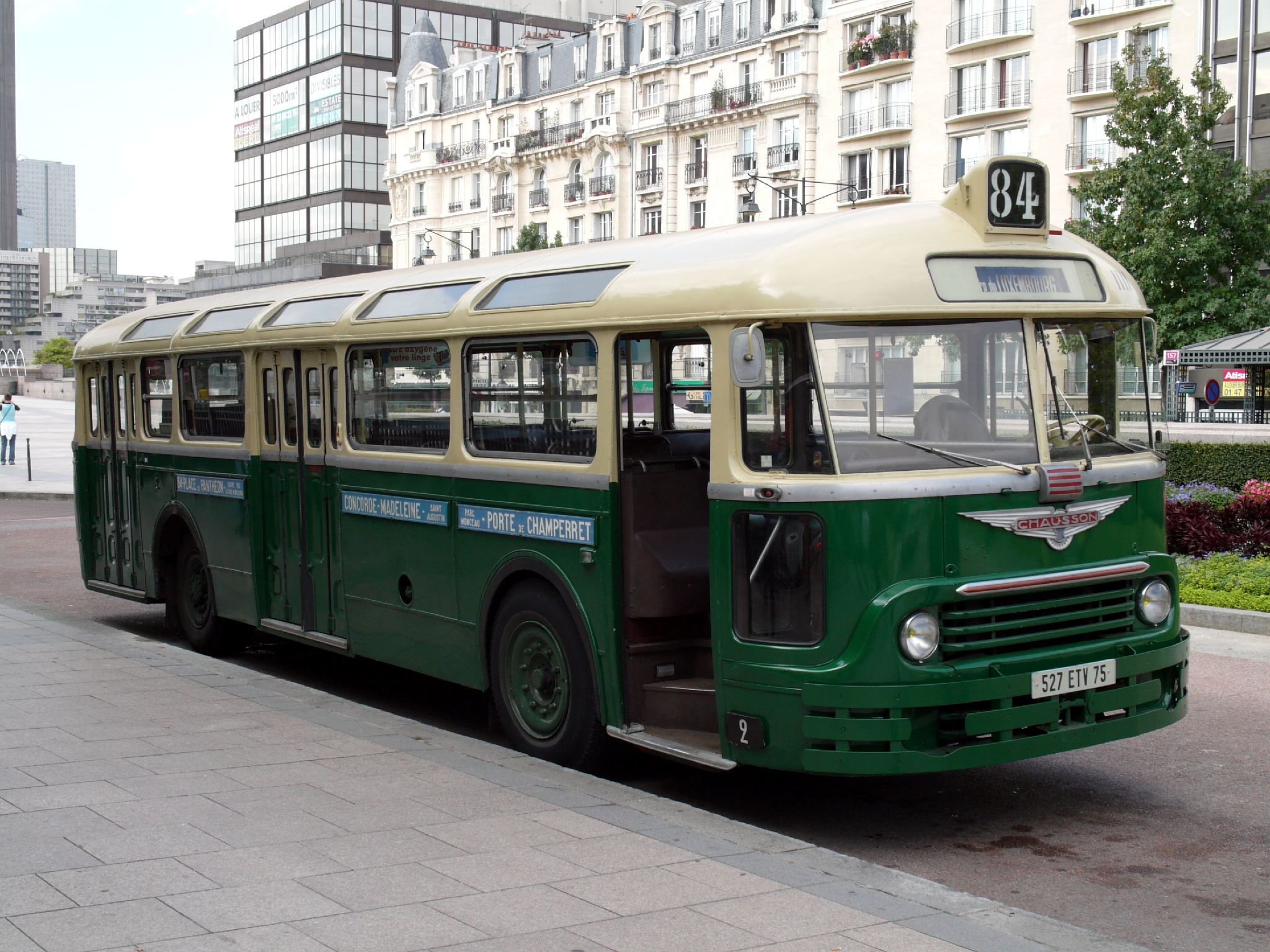
Autobus Chausson APU53 de la RATP préservé par l'AMTUIR.

Chausson a déjà livré au réseau de la Compagnie du chemin de fer métropolitain de Paris (CMP) puis à la RATP différentes séries de véhicules pour les lignes de banlieue, il a en outre réalisé en 1949 un prototype d'autobus urbain sur base d'AP48 en version 402 resté cependant sans commandes. En 1953 cependant, Chausson obtient sa première commande de 240 véhicules urbains pour la RATP. Après un premier prototype sur base d'AP52 en 1952 et un second en 1953 sur base d'AP521, la firme livre les véhicules au cours des années 1954 et 1955. Ces véhicules dérivés de l'AP521 et équipés d'un moteur Hispano-Suiza DWXLD sont conçus pour l'exploitation par deux agents avec poste de receveur à la porte arrière. Ils reprennent également la porte centrale à quatre vantaux introduite sur le prototype de 1952, les deux premières sont réservées à la sortie, la porte arrière avec poste de receveur étant réservée à la montée. Sur le plan esthétique, ces véhicules disposent d'une nouvelle face arrière réservée au type urbain ainsi que de « standee windows » dans la toiture. Ce type de véhicule modifié pour l'exploitation urbaine va être produit à 350 exemplaires pour différents réseaux sous la nomenclature « APU » (avec les différentes motorisations de l'AP521). Les améliorations techniques introduites dans l'APU vont par la suite conduire au type APV dans la version AP522.

### L'AP522
Au début février 1956, Chausson remplace l'AP521 par l'AP522. Le nouveau modèle bénéficie d'une série d'évolutions techniques et d'équipement sur les autocars. La version autobus, renommée APV, bénéficie d'une forte augmentation de la hauteur du pavillon (18 cm), ce qui entraîne un accroissement de la hauteur des baies vitrées latérales au profit d'une meilleure luminosité intérieure et la suppression des vitres en voussoir. Le toit est maintenant plat. Ce sont 3 000 autocars AP521 et 738 autobus APV qui ont été produits.

### L'APV
Pour accompagner l'AP522, Chausson reprend les améliorations sur sa variante urbaine APU qui va devenir APV dans la gamme 522. L'amélioration principale porte sur le rehaussement de la caisse pour agrandir la surface vitrée mais surtout améliorer la hauteur sous plafond qui est l'un des problèmes fréquemment soulevé par la clientèle. Chausson rehausse ainsi la caisse sur la version urbaine APV pour atteindre 2,17 m de hauteur sous plafond contre 1,99 m auparavant, l'agrandissement des baies amène également la suppression des standee windows.

### LesSC3 et SC4
À la suite de la fusion de Chausson et Saviem en 1959, les véhicules prennent l'appellation commerciale SC3 pour les AP522 (autocar) et SC4 pour les APV (autobus), le véhicule subit un restylage avec l'apposition de la double marque Chausson et Saviem et divers modifications jusqu'à la fin de l'année 1964, date de l'arrêt de la production de l'AP.
La Régie Renault qui venait d'intégrer Chausson dans Saviem, fut sollicitée, par les anciens clients de Chausson pour rajeunir le modèle  AP52 qui avait connu un beau succès commercial. Il fut alors décidé que l'AP52 continuerait à être assemblé dans l'usine Chausson de Gennevilliers, mais que les caisses pré-peintes seront terminées à Annonay. Les véhicules se distinguaient des précédentes versions par un épaississement de la moulure ceinturant la caisse au-dessus de la calandre.
Somua, entré dans le giron de Renault en 1955, avait créé un nouveau moteur, moins lourd et bien moins gourmand, qui remplaça le D615 vertical et le Renault 572 horizontal. Baptisé « Fulgur », ce moteur disposait de six cylindres développant 150 ch SAE et était proposé en version verticale ou horizontale. L'autocar SC3, soit "Saviem-Chausson type 3", était équipé de ce moteur.
Les premiers modèles SC3 de série ont été livrés en juillet 1961. La production, très faible, se poursuit jusqu'en 1964 avec 4 unités en 1961, 45 en 1962, 30 en 1963, 10 en 1964 et 1 en janvier 1965, soit 90 exemplaires.
Le Saviem-Chausson SC3 a été remplacé par le SC10

### L'APHA et SC4B

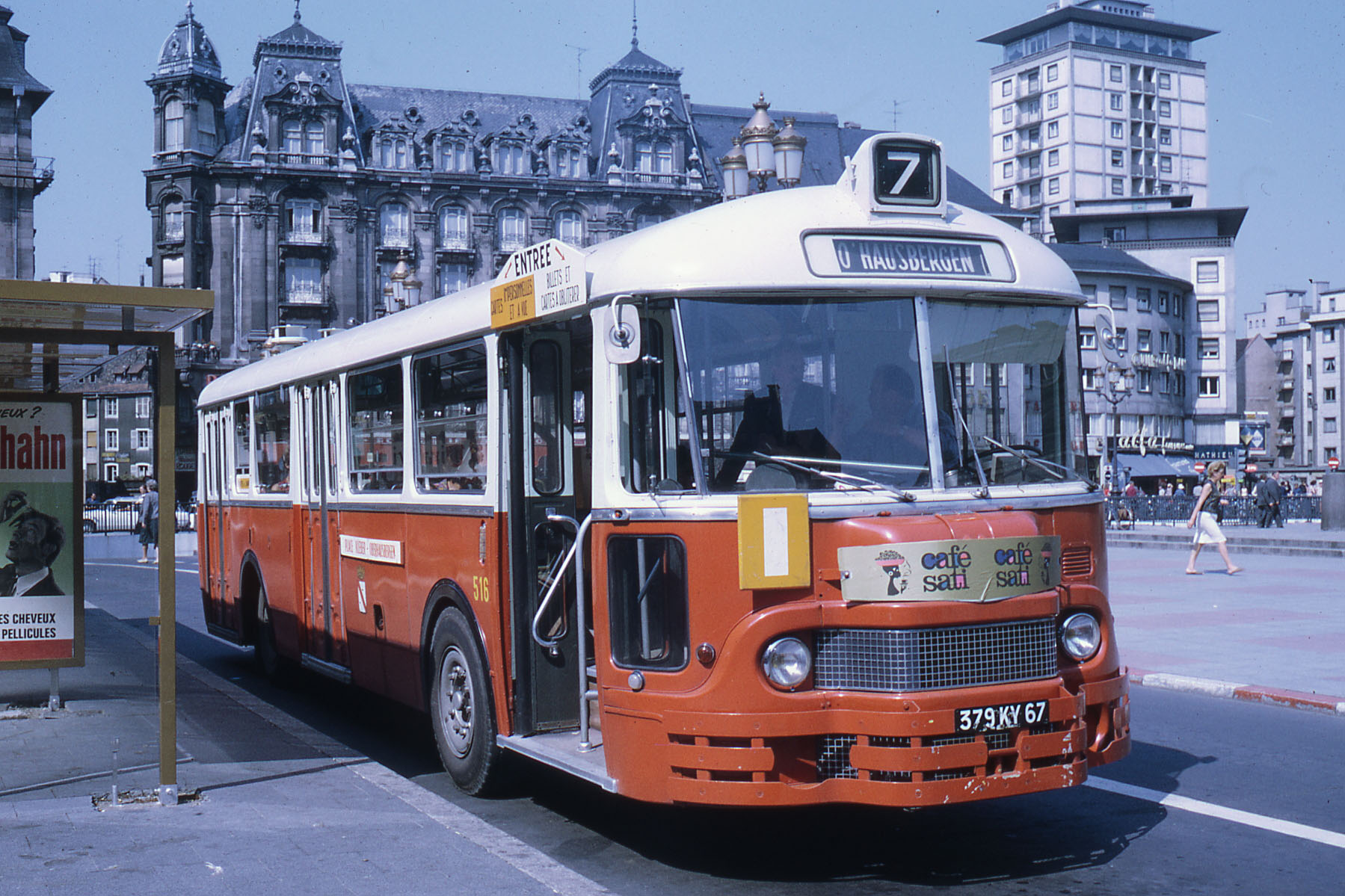
1969 Autobus Chausson SC4B de la CTS à Strasbourg.

En 1963, Chausson étudie une variante de l'APV visant à obtenir une porte à 4 vantaux à l'avant. Cette étude va aboutir à deux modèles : le premier dénommé APHA pour les réseaux de la SGTE à Grenoble et de l'ELRT à Roubaix Tourcoing rallonge le porte-à-faux du véhicule sans en changer l'aspect (avec une disposition des portes en 444 pour la SGTE et 044 pour l'ELRT); le deuxième dénommé SC4B pour la CTS à Strasbourg et le réseau de Rouen rallonge également le porte-à-faux du véhicule en adoptant un moteur avancé en nez de cochon avec une disposition des portes en 444. Ces véhicules vont être produits en quantités limitées dont 9 APHA 044 pour l'ELRT, 3 APHA 444 pour la SGTE et 8 SC4B pour la CTS.

### Les trolleybus Chausson

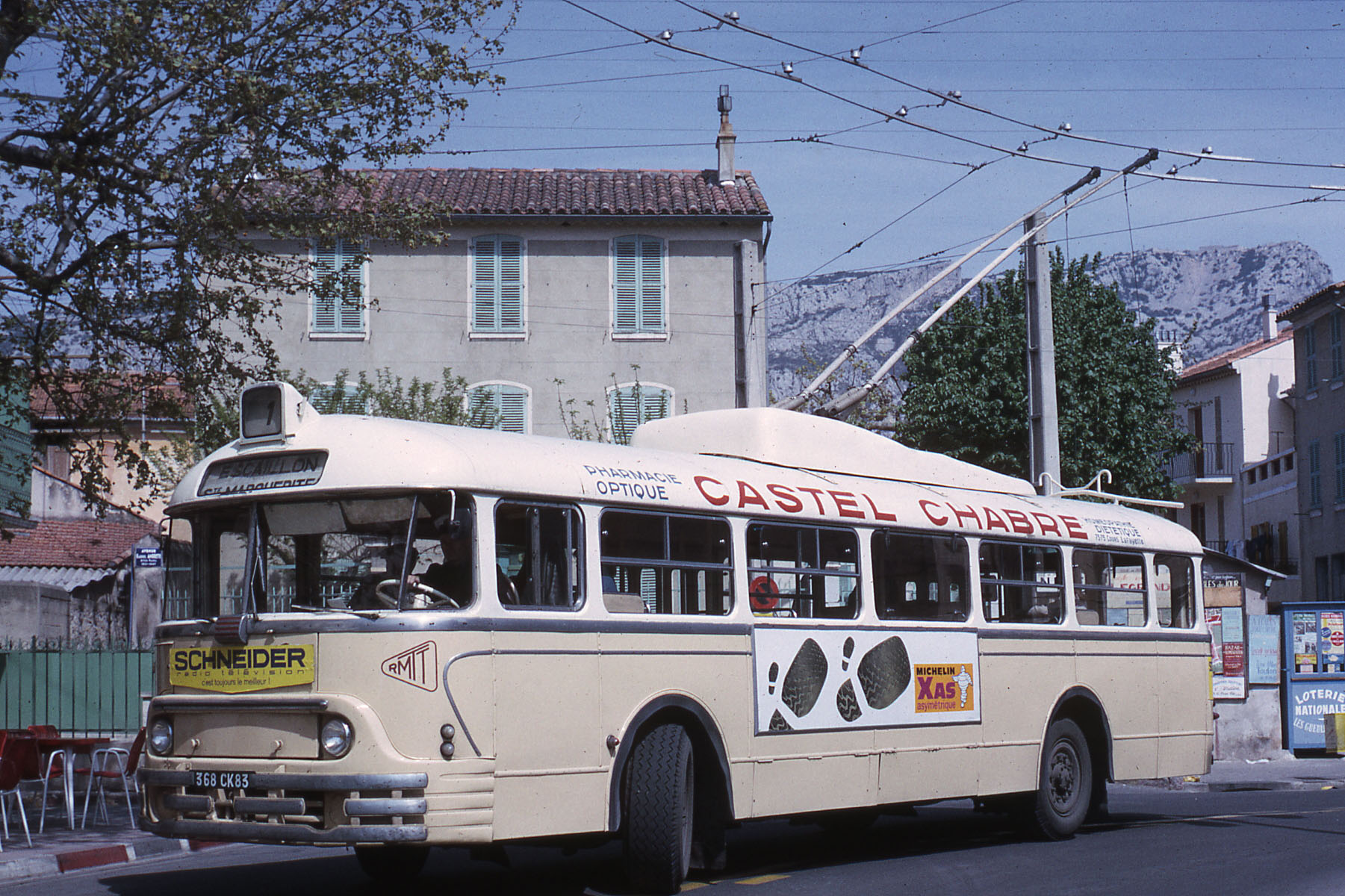
1967 Trolleybus Vétra VBC sur base d'APU 442 du réseau de Toulon sur la ligne 1.

La société Vétra qui construit des trolleybus sur bases propres ainsi que sur des châssis et caisses d'autobus existants s'intéresse dans les années 1950 aux autobus Chausson, celle-ci présente en octobre 1953 au 40e Salon de l'automobile de Paris un véhicule dénommé VBC conçu sur base d'un AP52 en configuration de portes 442 profitant de cette nouveauté introduite sur le modèle, ce véhicule circule ensuite sur le réseau de Metz. Par la suite, Vétra équipe en 1955 et 1957 6 trolleybus sur base d'APU et disposition des portes en 442 pour le réseau de Toulon (numéros 80 à 85) et 4 véhicules au réseau du Havre sur base d'APV et disposition des portes en 442. Le réseau de Toulon va également réaliser en 1958 et 1960 dans ses ateliers deux trolleybus sur base d'autobus AP52 442 d'occasion (numéros 86 et 87) en récupérant les équipements électriques de 2 trolleybus Oerlikon réformés,. Le réseau de Brest réalise également entre 1963 et 1965 6 trolleybus sur base de SC4 en les équipants d'équipements électriques de trolleybus Vétra CS 60 reformés.

## Modèles
- AP1;
- AP2;
- AP3;
- AP48;
- AP52;
- AP521 :
  - AP521, version autocar,
  - APU, dérivé urbain de l'AP521;
- AP522 :
  - AP522, version autocar, puis SC3 à la suite de la fusion avec SAVIEM,
  - APV, dérivé urbain de l'AP522, puis SC4 à la suite de la fusion avec SAVIEM,
  - APHA, dérivé de l'APV avec double porte à l'avant,
  - SC4B, dérivé de l'APV avec double porte à l'avant.

## Caractéristiques

### Caractéristiques générales
| Modèle | AP1 | AP2   | AP3   | AP48 | AP52 | AP521 | APU | AP522, SC3 | APV, SC4 | APHA | SC4B |
| ------ | --- | ----- | ----- | ---- | ---- | ----- | --- | ---------- | -------- | ---- | ---- |
| Portes | 11  | 12 22 | 12 22 |      |      |       |     |            |          |      |      |

### Motorisation thermique
| Appellation constructeur | APE                    | KOM                                      |
| ------------------------ | ---------------------- | ---------------------------------------- |
| Carburant                | essence                | gazogène                                 |
| Moteur                   | Panhard                | Panhard                                  |
| Construction             |                        |                                          |
| Type                     | Vertical longitudinal. | 4 cylindres, vertical longitudinal.      |
| Cylindrée                |                        |                                          |
| Performance              | 80 ch                  | 80 ch                                    |
| Couple                   |                        |                                          |
| Remarques                |                        | Moteur essence fonctionnant au gazogène. |

| Appellation constructeur | APH                                 | AH          | APE     |
| ------------------------ | ----------------------------------- | ----------- | ------- |
| Carburant                | diesel                              | essence     | essence |
| Moteur                   | Panhard 4HL                         | Hotchkiss   | Panhard |
| Construction             |                                     |             |         |
| Type                     | 4 cylindres, vertical longitudinal. | 6 cylindres |         |
| Cylindrée                |                                     |             |         |
| Performance              | 85 ch                               | 105 ch      | 80 ch   |
| Couple                   |                                     |             |         |

| Appellation constructeur | ABH ABH47   | APH1 APH1.47                        | APH2 APH2.47                        | ASH          | AH AH47     |
| ------------------------ | ----------- | ----------------------------------- | ----------------------------------- | ------------ | ----------- |
| Carburant                | diesel      | diesel                              | diesel                              | diesel       | essence     |
| Moteur                   | Buda        | Panhard 4HL                         | Panhard 4HL                         | Somua D 610H | Hotchkiss   |
| Construction             |             |                                     |                                     |              |             |
| Type                     | 6 cylindres | 4 cylindres, vertical longitudinal. | 4 cylindres, vertical longitudinal. | 6 cylindres  | 6 cylindres |
| Cylindrée                |             | 5,7 L                               | 6,8 L                               |              |             |
| Performance              | 80 ch       | 80 ch                               | 100 ch                              | 130 ch       | 105 ch      |
| Couple                   |             |                                     |                                     |              |             |

| Appellation constructeur | APH1.48                             | APH2.48                             | ASH48        | ASH48        | AH48        |
| ------------------------ | ----------------------------------- | ----------------------------------- | ------------ | ------------ | ----------- |
| Carburant                | diesel                              | diesel                              | diesel       | diesel       | essence     |
| Moteur                   | Panhard 4HL                         | Panhard 4HL                         | Somua D 610H | Somua D 615H | Hotchkiss   |
| Construction             |                                     |                                     |              |              |             |
| Type                     | 4 cylindres, vertical longitudinal. | 4 cylindres, vertical longitudinal. | 6 cylindres  | 6 cylindres  | 6 cylindres |
| Cylindrée                |                                     |                                     |              |              |             |
| Performance              | 80 ch                               | 100 ch                              | 130 ch       | 150 ch       | 105 ch      |
| Couple                   |                                     |                                     |              |              |             |

| Appellation constructeur | AHH52                                                               | APH1.52                             | APH2.52                             | ASH52        | ASH52        | AH52        |
| ------------------------ | ------------------------------------------------------------------- | ----------------------------------- | ----------------------------------- | ------------ | ------------ | ----------- |
| Carburant                | diesel                                                              | diesel                              | diesel                              | diesel       | diesel       | essence     |
| Moteur                   | Hispano-Suiza DWXLD, produit sous licence Hercules                  | Panhard 4HL                         | Panhard 4HL                         | Somua D 610H | Somua D 615H | Hotchkiss   |
| Construction             |                                                                     |                                     |                                     |              |              |             |
| Type                     | 6 cylindres                                                         | 4 cylindres, vertical longitudinal. | 4 cylindres, vertical longitudinal. | 6 cylindres  | 6 cylindres  | 6 cylindres |
| Cylindrée                |                                                                     |                                     |                                     |              |              |             |
| Performance              | 92 kW (125 ch) à 2 400 tr/min                                       | 80 ch                               | 100 ch                              | 130 ch       | 150 ch       | 105 ch      |
| Couple                   |                                                                     |                                     |                                     |              |              |             |
| Remarques                | Version verticale du DWXLDF équipant les autocars ANH de la marque. |                                     |                                     |              |              |             |

| Appellation constructeur | AHH521                                                              | APH1.521                            | APH2.521                            | ASH521       | ASH521       | AH521       |
| ------------------------ | ------------------------------------------------------------------- | ----------------------------------- | ----------------------------------- | ------------ | ------------ | ----------- |
| Carburant                | diesel                                                              | diesel                              | diesel                              | diesel       | diesel       | essence     |
| Moteur                   | Hispano-Suiza DWXLD, produit sous licence Hercules                  | Panhard 4HL                         | Panhard 4HL                         | Somua D 610H | Somua D 615H | Hotchkiss   |
| Construction             |                                                                     |                                     |                                     |              |              |             |
| Type                     | 6 cylindres                                                         | 4 cylindres, vertical longitudinal. | 4 cylindres, vertical longitudinal. | 6 cylindres  | 6 cylindres  | 6 cylindres |
| Cylindrée                |                                                                     |                                     |                                     |              |              |             |
| Performance              | 92 kW (125 ch) à 2 400 tr/min                                       | 80 ch                               | 100 ch                              | 130 ch       | 150 ch       | 105 ch      |
| Couple                   |                                                                     |                                     |                                     |              |              |             |
| Remarques                | Version verticale du DWXLDF équipant les autocars ANH de la marque. |                                     |                                     |              |              |             |

| Appellation constructeur |                                                             |                                                             | AHH522                                                              | APH1.522                            | APH2.522                            | ASH522       | ASH522       | AH522       |
| ------------------------ | ----------------------------------------------------------- | ----------------------------------------------------------- | ------------------------------------------------------------------- | ----------------------------------- | ----------------------------------- | ------------ | ------------ | ----------- |
| Carburant                | diesel                                                      | diesel                                                      | diesel                                                              | diesel                              | diesel                              | diesel       | diesel       | essence     |
| Moteur                   | Fulgur                                                      | Henschel                                                    | Hispano-Suiza DWXLD, produit sous licence Hercules                  | Panhard 4HL                         | Panhard 4HL                         | Somua D 610H | Somua D 615H | Hotchkiss   |
| Construction             |                                                             |                                                             |                                                                     |                                     |                                     |              |              |             |
| Type                     | 6 cylindres                                                 | 6 cylindres                                                 | 6 cylindres                                                         | 4 cylindres, vertical longitudinal. | 4 cylindres, vertical longitudinal. | 6 cylindres  | 6 cylindres  | 6 cylindres |
| Cylindrée                |                                                             |                                                             |                                                                     |                                     |                                     |              |              |             |
| Performance              | 150 ch                                                      | 132 ch                                                      | 92 kW (125 ch) à 2 400 tr/min                                       | 80 ch                               | 100 ch                              | 130 ch       | 150 ch       | 105 ch      |
| Couple                   |                                                             |                                                             |                                                                     |                                     |                                     |              |              |             |
| Remarques                | Disponible à la suite de l'accord entre Chausson et SAVIEM. | Disponible à la suite de l'accord entre Chausson et SAVIEM. | Version verticale du DWXLDF équipant les autocars ANH de la marque. |                                     |                                     |              |              |             |

### Motorisation électrique trolleybus
AP52, AP521, APU, AP522, APV, SC3 et 4, électrique Vétra, trolleybus sous l'appellation VBC.

## Production
Légende :
Réseau : Pays, ville(s), entreprise.
Modèle : Appellation technique, motorisation, disposition des portes, « appellation locale du réseau ».
| Illustration | Réseau                          | Génération | Modèle                                   | Nombre | Numéros          | Livraison               | Remarques |
| ------------ | ------------------------------- | ---------- | ---------------------------------------- | ------ | ---------------- | ----------------------- | --- |
|              | Brest                           | SC4        | SC4 Vétra* 442                           | 6      | 50-55            | 1963-1965               | * Équipements électriques d'occasion. |
|              | Grenoble - SGTE                 | AP3        | AP3 Panhard/1 202                        | 4      | 183-186          | 1949                    | |
|              | Grenoble - SGTE                 | AP48       | APH2.50                                  | 7      | 187-193          | 1951                    | |
|              | Grenoble - SGTE                 | AP521      | AHH.521                                  | 1      | 280              | 1954                    | |
|              | Grenoble - SGTE                 | AP521      | APH1.521                                 | 5      | 194-198          | 1954-1955               | |
|              | Grenoble - SGTE                 | AP522      | APH2.522                                 | 9      | 199-207          | 1956-1957               | |
|              | Grenoble - SGTE                 | AP522      | APH2.522                                 | 3      | 208-210          | 1958                    | |
|              | Grenoble - SGTE                 |            | APHA 444                                 | 3      | 211-213          | 1963                    | |
|              | Le Havre                        | AP522      | APV Vétra 442 VBC*                       | 4      |                  |                         | * Trolleybus Chausson Vétra. |
|              | Lyon - OTL                      | AP48       | ASH.50                                   | 15     | 1401-1415        | 1951                    | |
|              | Metz                            | AP52       | AP52 Vétra 442 VBC*                      | 1      |                  | 1953                    | * Trolleybus Chausson Vétra. |
|              | Paris - RATP,                   | AP3        | AP3 Panhard/2 102                        | 18     | 1-18             |                         | |
|              | Paris - RATP,                   | AP3        | AP3 Panhard/2 102                        | 32     | 19-50            |                         | |
|              | Paris - RATP,                   | AP3        | AP3 Panhard/2 102                        | 4      | 51-54            |                         | |
| X            | Paris - RATP,                   | AP48       | AP48 Panhard/2                           | 19     | 55-72, 129       |                         | |
|              | Paris - RATP,                   | AP52       | AP52 Panhard/2 202                       | 55     | 75-128           | 1953-1954               | |
|              | Paris - RATP,                   | AP522      | AP522 Panhard/2                          | 26     | 278-290, 308-320 |                         | |
|              | Paris - RATP,                   | AP521      | APU Hispano-Suiza 442 « APU53 et APU55 » | 273    |                  | 1954-1955               | 26 autobus furent transformés en APB "AP Banlieue" pour servir sur les lignes de banlieue avec service à 1 agent, suppression du receveur et de la 3e porte. |
|              | Paris - RATP,                   | AP522      | APV Somua 142 « APVU1 »                  | 108    |                  | 1956-1957               | |
|              | Paris - RATP,                   | AP522      | APV 142 « APVU2 »                        | 126    |                  | 1958                    | |
|              | Paris - RATP,                   | AP522      | APV 142 « APVU2bis »                     | 40     |                  | 1959                    | |
|              | Paris - RATP,                   | AP522      | APV Somua 442 « APVU3 »                  | 50     |                  | 1960                    | |
|              | Paris - RATP,                   | AP522      | APV 142 « APVU4 »                        | 410    |                  | 1960-1964               | |
|              | Paris - RATP,                   | AP522      | APV Hispano-Suiza 442 « APVU5 »          | 22     |                  | 1965                    | |
|              | Roubaix Tourcoing - ELRT        |            | APHA 044                                 | 9      |                  | 1964                    | |
|              | Rouen                           | SC4        | SC4B 444                                 | 10     | 201 à 210        | 1964                    | |
|              | Strasbourg - CTS                | SC4        | SC4B Fulgur 444                          | 8      |                  | 1964                    | |
|              | Toulon - RMTT                   | AP521      | APU Vétra 442 VBC*                       | 6      | 80-85            | 1955, 1957              | * Trolleybus Chausson Vétra. |
|              | CFL (Service d'autobus des CFL) | AP52       | AP52 Somua                               | 6      | 1-6              | septembre 1952          | |
|              | CFL (Service d'autobus des CFL) | AP52       | AP52 Somua                               | 7      | 7-13             | juin et septembre 1953  | |
|              | CFL (Service d'autobus des CFL) | AP521      | AP521 Somua                              | 19     | 14-32            | avril 1954-janvier 1956 | |
|              | CFL (Service d'autobus des CFL) | AP522      | AP522 Somua 022                          | 4      | 33-36            | novembre 1957           | |
|              | CFL (Service d'autobus des CFL) | AP522      | AP522 Somua (Chausson Saviem)            | 6      | 37-42            | janvier et février 1961 | |
|              | La Haye - HTM                   |            | AP2/3 Hotchkiss 202                      | 14     | 41-54            | 1946                    | |
|              | Varsovie                        |            | APH-1 (APH47 / APH48 / APH49)            | 90     |                  | 1947-1949               | |
|              | Varsovie                        |            | APH 521/522                              | 121?   |                  | 1954-1959               | |

## Matériel préservé
| Illustration | Entité                                            | Réseau d'origine                                        | Modèle et série                             | Numéro(s) (série) | Remarques |
| ------------ | ------------------------------------------------- | ------------------------------------------------------- | ------------------------------------------- | ----------------- | --- |
|              | AMITRAM                                           | Roubaix Tourcoing - ELRT                                | APHA 044                                    | 248               | |
|              | AMTUIR                                            | Paris - RATP                                            | APU Hispano-Hercules 442 « APU53 et APU55 » | 1111              | |
|              | AMTUIR                                            | Isère - VFD                                             | AP48 Panhard/2 102                          | 51                | |
|              | Autocars anciens Edmond Fletcher                  |                                                         | AP522 102                                   |                   | |
|              | Autocars anciens Edmond Fletcher                  | AP522 102                                               |                                             |                   | |
|              | Soléa                                             | Mulhouse - TM                                           | APHH522                                     |                   | Rénové en 2018 par les Services Techniques de Soléa à Mulhouse                                                                            |
|              | Musée des autobus de La Haye                      | La Haye - HTM                                           | AP2/3 AH 202                                | 48 (41-54)        | |
|              | Standard 216 – Histo Bus Grenoblois               | Grenoble - SGTE                                         | AP3 Panhard/1 202                           | 184 (183-186)     | |
|              | Standard 216 – Histo Bus Grenoblois               | Grenoble - SGTE                                         | AP522 Panhard/2 442                         | 208 (208-210)     | |
|              | Standard 216 – Histo Bus Grenoblois               | Isère - VFD                                             | AP48 Panhard/2 102                          | 52                | |
|              | Auto-Rétro Nantes Océan                           | Nantes - CNTC                                           | AP48 Panhard APH 2-50                       | 207               | |
|              | Autocars Anciens de France                        |                                                         | AP48                                        |                   | |
|              | Transports Orain                                  |                                                         | SC3 102                                     |                   | |
|              | Klub Miłośników Komunikacji Miejskiej w Warszawie | Varsovie - MZK                                          | AP48 Hotchkiss                              | 395               | * Reconstitution sur modèle identique, avec un moteur Hotchkiss à l'inverse du moteur Panhard de la série de la MZK. Ancienne armée belge |
|              | Egged History Center                              | Israël - Egged Israel Transport Cooperative Society Ltd | AP48                                        | 1261              | |